# Мосолова, Любовь Михайловна
Любо́вь Миха́йловна Мосоло́ва (род. 16 ноября 1943) — советский и российский искусствовед, культуролог, доктор искусствоведения (1993), профессор (1994). заслуженный работник высшей школы Российской Федерации (2004), действительный член Национальной Академии художеств Кыргызской Республики имени Т. Садыкова (1998), вице-президент Научно-образовательного культурологического общества России.

## Биография
Родилась на пограничной заставе в ущелье реки Заука Джеты-Огузского района Киргизской ССР по месту службы отца. Окончила школу в городе Фрунзе (ныне Бишкек) (1960). С 1961 по 1966 г. училась на отделении истории искусства исторического факультета Ленинградского ордена Ленина государственного университета имени А. А. Жданова (ныне — Санкт-Петербургский государственный университет), по окончании которого была присвоена квалификация искусствоведа. Направлена на работу в Министерство культуры Киргизии в качестве редактора художественно-экспертной коллегии.
В 1969 г. вернулась в Ленинград и в том же году стала аспиранткой Ленинградского государственного педагогического института имени А. И. Герцена По окончании аспирантуры, с 1972 г., работает РГПУ им. А. И. Герцена, пройдя путь от ассистента до профессора. Защитила кандидатскую (1972) и докторскую (1992) диссертации.
С 1979 по 1985 — декан художественно-графического факультета (с 1992 г. — факультет изобразительного искусства Архивная копия от 21 июня 2020 на Wayback Machine). Инициатор создания кафедры художественной культуры (ныне — теории и истории культуры (1988) в ЛГПИ (РГПУ) им. А. И. Герцена и впоследствии её заведующая (1988—2017), а также аспирантуры по специальности «теория и история культуры».
Профессор кафедры теории и истории культуры института философии человека РГПУ им. А. И. Герцена (2017).

### Семья
- Отец — Сухов, Михаил Петрович, ветеринарный врач, фармаколог, естествоиспытатель.
- Мать — Сухова, Елизавета Федоровна, архивариус.
- Супруг — Мосолов, Вячеслав Андреевич, философ, педагог
  - Сын — Мосолов, Вячеслав Вячеславович, философ, ведущий документовед Института международных связей РГПУ им. А. И. Герцена
    - Внук — Сергей, культуролог

## Научная деятельность
Специалист в области истории искусства, теории и истории культуры, философии культуры, истории художественной культуры, изобразительного искусства Средней Азии, истории культуры народов и регионов России. С 1987 г. разрабатывает проблемы культурологического образования.
Автор-разработчик учебных комплексов по истории мировой художественной культуры и первого госстандарта для высшей школы по специальности «культурология».
Руководитель научного направления и председатель Диссертационного совета по защите диссертаций на соискание ученой степени кандидата наук, на соискание ученой степени доктора наук Д 212.199.23 при РГПУ им. А. И. Герцена (1993), член экспертной комиссии Высшей Аттестационной Комиссии Министерства образования и науки РФ по философии, социологии и культурологии (2010—2015), заместитель председателя диссертационных советов по эстетике и изобразительному искусству при РГПУ им. А. И. Герцена. Вице-президент научно-образовательного
культурологического общества России, действительный член общественной Академии гуманитарных наук (1996) и действительный член Национальной Академии художеств Кыргызской Республики имени Т. Садыкова (1998).
Под её руководством подготовлено 45 кандидатов и 12 докторов наук. Научный руководитель и соавтор 24 учебных пособий и сборников научных трудов, автор трех монографий. Опубликовано свыше 300 научных работ.

## Награды и премии
- Орден «Знак Почета» (1981)
- Почётная грамота Министерства образования РФ (1997)
- Медаль «В память 300-летия Санкт-Петербурга» (2003)
- Заслуженный работник высшей школы Российской Федерации (2004)
- Почётный профессор РГПУ им. А. И. Герцена (2019)